# Actas
K.K. Actas (jap. 株式会社アクタス, Kabushiki-gaisha Akutasu, engl. Actas Inc.) ist ein japanisches Animationsstudio.

## Geschichte
Actas wurde am 6. Juli 1998 von Hiroshi Katō gegründet, der zuvor für Ashi Productions gearbeitet hatte.
Im Jahr 2000 erschien mit der Adaption von Kōsuke Fujishimas Manga éX-Driver die erste Anime-Produktion des Studios sowie 2002 mit éX-Driver: The Movie der erste Kinofilm. Die erste Fernsehserie war Pachislo Kizoku Gin von 2001, wobei Actas hier als Produzent und nicht als Animationsstudio auftrat, sodass die erste Fernsehserie, bei der das Studio für die Animationen verantwortlich war, 2003 mit Transformers: Armada erschien.
2012 erschien mit Girls & Panzer die erfolgreichste Serie des Studios.

## Produktionen

### Fernsehserien
- 2000: Shin Megami Tensei: Devichil
- 2002: Shin Megami Tensei Devil Children: Light & Dark
- 2002: Transformers: Armada
- 2003: Bōken Yūki Pluster World
- 2003: Mermaid Melody: Pichi Pichi Pitch
- 2004: Mermaid Melody: Pichi Pichi Pitch Pure
- 2004: Transformer: Superlink
- 2006: Tactical Roar
- 2007: Kōtetsushin Jeeg
- 2007: Moetan
- 2007: Mori no Sensha Bonolon
- 2012: Girls und Panzer
- 2016: Long Riders!
- 2016: Regalia: The Three Sacred Stars

### Weitere Anime-Produktionen
- 2000: éX-Driver (OVA)
- 2001: Ajimu – Kaigan Monogatari (Web-Anime)
- 2002: éX-Driver: Nina&Rei Danger Zone (OVA)
- 2002: éX-Driver: The Movie (Film)
- 2003: Ai Shimai 2 – Futari no Kajitsu (OVA)
- 2004: Tales of Phantasia: The Animation (OVA)
- 2008: switch (OVA)
- 2010: Kowarekake no Orgel (Film)
- 2010: Mayo elle Otoko no Ko (OVA)
- 2010: Yutori-chan (Web-Anime)
- 2011: Mazinkaizer SKL (OVA)
- 2014: Girls und Panzer: Kore ga Hontō no Anzio-sen Desu! (OVA)
- 2015: Girls und Panzer: Der Film (Film)